# 奇奇與蒂蒂
，是美國迪士尼創造的經典卡通形象，為一對花栗鼠拍檔，生日是4月2日，首次登場是在1943年的動畫短片《大兵布魯托》（英語：Private Pluto）中。奇奇與蒂蒂的命名來自英國著名家具工匠齊本德爾（英語：Chippendale）的諧音。尽管奇奇与蒂蒂是花栗鼠，但他们的动画剧集及游戏改编却一度被误译为《松鼠大作战》等。
奇奇（英語：Chip）的外觀特徵是黑色的小鼻子和兩顆位於正中央的大門牙；蒂蒂（英語：Dale）則是紅色的大鼻子和兩顆小虎牙（初期與奇奇長得一模一樣），並且頭上有一小撮短毛。他俩的背上都有兩條白色的直線毛，服裝外型為戲劇夏威夷之虎的湯姆·謝立克。而在人物性格設定上，奇奇的邏輯性較強、聰明伶俐，蒂蒂則常常少根筋、笨笨傻傻，所以故事情節多半是由奇奇扮演策劃、出點子的主謀，蒂蒂則扮演聽命、執行的角色，並藉由奇奇和蒂蒂出人意料的脫序行動來引發笑點，基本上走的是鬧劇路線，主要與唐老鴨或布魯托做對手戲，其中又以戲弄唐老鴨居多。
奇奇與蒂蒂登場近半个世紀後，1989年迪士尼終於製作了以兩隻花栗鼠為主角的動畫系列《救援突击队》（英語：Chip 'n Dale: Rescue Rangers，又譯《救难小福星》、《小松鼠历险记》、《松鼠大作战》等）。
2022年，迪士尼真人版电影《奇奇与蒂蒂：救援突击队》（Chip 'n' Dale: Rescue Rangers）上映，導演是《流行歌星：永不停歇》的吉瓦·沙弗爾。片中，奇奇与蒂蒂的設定為小學同学。

## 外部連結
- Chip 'n' Dale愛好者網站